# Astragalus beitashanensis
Astragalus beitashanensis är en ärtväxtart som beskrevs av W.Chai och P.Yan. Astragalus beitashanensis ingår i släktet vedlar, och familjen ärtväxter. Inga underarter finns listade i Catalogue of Life.